# End of Watch
Pour l’article homonyme, voir End of Watch (roman).
Pour plus de détails, voir Fiche technique et Distribution.
End of Watch ou La Force de l'ordre au Québec est un film policier américain réalisé par David Ayer et sorti en 2012.
Le film est présenté en avant-première au festival international du film de Toronto 2012. Tourné avec un très petit budget en partie dans un style found footage, il a rencontré un succès critique et rapporté 53 millions de dollars.

## Synopsis
Brian Taylor et Mike Zavala sont deux policiers de la Newton Division du Los Angeles Police Department. Très proches l'un de l'autre, ils patrouillent chaque jour ensemble dans les rues de South Central. Ancien des Marines, Brian est passionné de cinéma et veut se filmer au travail dans le cadre d'un projet personnel. Lui et Mike se filment alors grâce à de petites caméras fixées sur leur uniforme.
Un jour, Mike affronte « à la loyale » Tre, un membre des Bloods. Mike parvient à le maitriser et à gagner son respect. Plus tard, Tre et quelques Bloods sont pris pour cible dans un drive-by par des Sureños (en). Un Blood est tué. Le lendemain, plusieurs policiers sont appelés pour tapage nocturne pour une fête donnée par des Sureños. Brian et Mike font la connaissance de Big Evil et LaLa, membres du gang en quête de reconnaissance de leurs supérieurs. En parallèle, Brian — très exigeant en matière de femmes — commence à fréquenter Janet, alors que Mike et sa femme Gabriella attendent leur premier enfant. Plus tard, Mike et Brian sauvent des enfants lors d'un incendie et reçoivent la médaille de la bravoure du Los Angeles Police Department.
Après avoir arrêté un suspect armé et transportant de la drogue dans sa voiture, les deux policiers surpassent leurs rôle d'officiers et commencent à enquêter sur l'homme et son entourage. À travers leurs actions et leurs découvertes, notamment d'un trafic d'êtres humains, ils finissent par déranger le cartel de Sinaloa, qui met un contrat sur leur tête.

## Fiche technique
Sauf indication contraire, les informations mentionnées dans cette section peuvent être confirmées par la base de données cinématographiques IMDb,  présente dans la section « Liens externes ».
- Titre original et français : End of Watch
- Titre québécois : La Force de l'ordre
- Réalisation : David Ayer
- Scénario : David Ayer
- Direction artistique : Kevin Constant
- Décors : Devorah Herbert
- Costumes : Mary Claire Hannan
- Photographie : Roman Vasyanov
- Montage : Dody Dorn
- Musique : David Sardy
- Casting : Lindsay Graham et Mary Vernieu
- Production : David Ayer, Randall Emmett, George Furla (de), Mike Gunther (en), Matt Jackson et John Lesher ; Jillian Longnecker, Alex Ott et Ian Watermeier (coproduction) ; Paul Anthony Barreras et Jason Blumenfeld (associé)

Production déléguée : Adam Kassan, Chrisann Verges, Jake Gyllenhaal et Jeff Rice
- Sociétés de production : Exclusive Media Group, Crave Films, Emmett/Furla Films, Le Grisbi Productions
- Sociétés de distribution : Open Road Films (en) (États-Unis), VVS Films (Canada)
- Budget : 7 millions de dollars américains[1]
- Pays de production :  États-Unis
- Langues originales : anglais, espagnol
- Format : couleur — 35 mm — 1,85:1 — son DTS / Dolby Digital
- Genre : thriller, policier, drame, found footage
- Durée : 109 minutes
- Dates de sortie[2] : 
  - Canada : 8 septembre 2012 (festival international du film de Toronto - Special Presentations)
  - États-Unis : 21 septembre 2012
  - France : 14 novembre 2012
  - Belgique : 5 décembre 2012
- Classification[3] :
  - États-Unis : R - Restricted
  - France : interdit aux moins de 12 ans

## Distribution

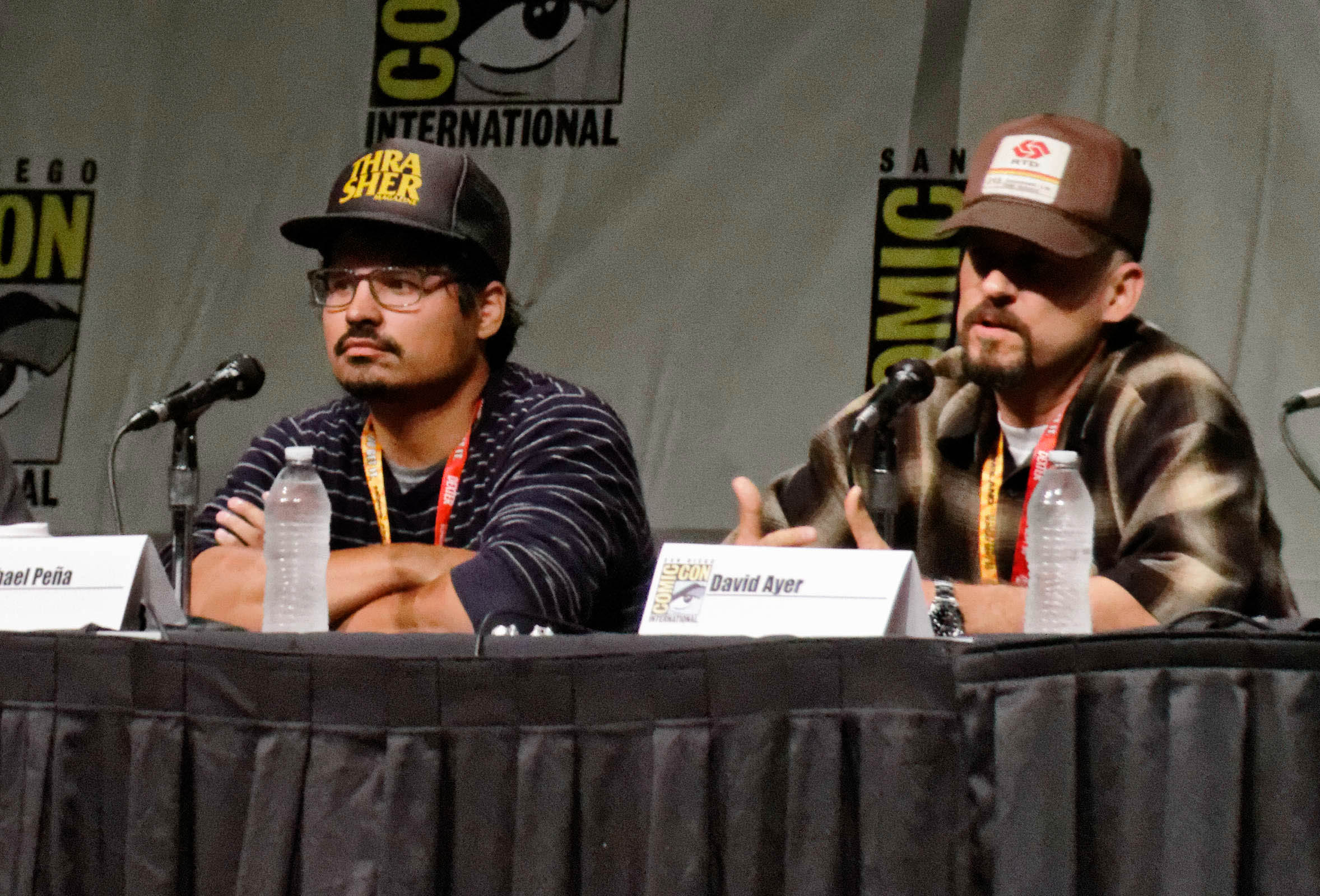
Michael Peña et David Ayer durant la promotion du film en 2012.

- Jake Gyllenhaal (VF : Alexis Victor ; VQ : Martin Watier) : l'officier Brian Taylor
- Michael Peña (VF : Bernard Gabay ; VQ : Frédéric Paquet) : l'officier Mike Zavala
- Anna Kendrick (VF : Karine Foviau ; VQ : Catherine Bonneau) : Janet
- Cody Horn (VF : Aurore Bonjour ; VQ : Romy Kraushaar-Hébert) : l'officier Davis
- America Ferrera (VF : Hélène Bizot ; VQ : Éveline Gélinas) : l'officier Orozco
- Natalie Martinez (VF : Odile Schmitt ; VQ : Bianca Gervais) : Gabriella « Gabby » Zavala
- Frank Grillo (VF : Nessym Guetat ; VQ : Pierre Auger) : Sarge
- David Harbour (VF : Stéphane Pouplard ; VQ : Jean-François Beaupré) : l'officier Van Hauser
- Shondrella Avery : Bonita
- Jaime FitzSimons (VQ : Martin Desgagné) : le capitaine Reese
- Yahira Garcia (VF : Ethel Houbiers ; VQ : Catherine Proulx-Lemay) : La La
- Maurice Compte (VF : Christophe Lemoine ; VQ : Manuel Tadros) : Big Evil
- Cle Shaheed Sloan (en) (VF : Namakan Koné ; VQ : Patrick Chouinard) : monsieur Tre
- Kevin Vance (VF : François Delaive ; VQ : Thiéry Dubé) : Ice Agent
- Richard Cabral (VF : Benjamin Penamaria ; VQ : Hugolin Chevrette) : Demon
- Kristy Wu : Sook

Source et légende : version française (VF) sur RS Doublage et AlloDoublage et version québécoise (VQ) sur Doublage Québec

## Production

### Genèse et développement
Le réalisateur-scénariste David Ayer s'inspire en partie des deux officiers du LAPD de la Newton Division dans les années 1990, Charles Wunder et Jamie McBride. Après avoir mis en scène des policiers globalement corrompus dans ses précédents scénarios, David Ayer a ici voulu raconter l’histoire de deux officiers droits et honnêtes tout en se débarrassant des stéréotypes des films policiers hollywoodien. Il explique également avoir voulu mettre l'accent sur leurs vies personnelles et le paradoxe de cette profession : « Chaque jour, ils sont confrontés à des situations psychologiquement destructrices. Ensuite, ils doivent rentrer chez eux et faire en sorte que leur couple fonctionne. Celui qui réussit cela est quelqu’un de fascinant. » Il ajoute aussi des éléments de sa propre vie, ayant grandi dans le quartier de South Central, dépeint dans le film.
Dans leur préparation, Jake Gyllenhaal et Michael Peña ont passé 12 heures par jour durant cinq mois avec des officiers du LAPD dans le Grand Los Angeles. Jake Gyllenhaal sera même témoin d'un meurtre.

### Tournage
Le tournage a lieu à Los Angeles, notamment à South Central. La plupart des scènes sont filmées simultanément avec quatre caméras pour couvrir chaque scène quasiment à 360 degrés. Des caméras étaient attachées sur les acteurs Jake Gyllenhaal et Michael Peña. Le tournage ne dure que 22 jours.
De nombreuses scènes sont le résultats d'improvisations des acteurs.
Jaime Fitzsimons, ancien officier durant 15 ans, a officié comme conseiller technique durant le tournage et tient le rôle du capitaine Reese. Jaime Fitzsimons déclare à propos du film : « Je pense qu’en découvrant la manière dont David a écrit et filmé cette histoire, les officiers de police et les habitants du quartier vont se dire : “Enfin !”. »

### Bande originale
La musique du film est composée par David Sardy. L'album de la bande originale contient également des chansons non originales présentes dans le film.
Liste des titres
1. Harder Than You Think - 4:12 (interprété par Public Enemy)
2. I Am The Police - 2:27
3. My Evil Is Big - 0:58
4. Hey! Love - 3:22 (interprété par The Delfonics)
5. Follow Me Into The House - 1:21
6. Heroes - 1:35
7. Hold The Baby / You Can't Live Without Her - 1:42
8. Lisa's Coming - 4:48 (interprété par The Latin Rascals)
9. Take Care Of Janet - 0:59
10. Minivan Tail - 2:48
11. Alley Escape - 3:17
12. Funeral - 2:24

Autres chansons présentes dans le film
- Funky Lil' Party de Paris
- Beat the Devil's Tattoo de Black Rebel Motorcycle Club
- The Chicken Dance de El Mariachi Los Hermanos de Mateo Valadez
- Fade Into You de Mazzy Star
- Alma Enamorada de Chalino Sanchez
- Los Caminos de la Vida de La Tropa Vallenata
- Hey Ma de Cam'ron featuring Juelz Santana, Freekey Zekey & Toya
- I'll Kiss a Pitbull de Mem Shannon
- Momma Sed de Puscifer
- Twilight Zone de Golden Earring
- Sgt. MacKenzie de Joseph Rizza Kilna
- Push It de Salt-N-Pepa
- Nobody to Love de Josh Homme & David Sardy
- Ha Dias de Luca Mundaca
- Mrs. Officer de Lil Wayne featuring Bobby Valentino & Kidd Kidd

## Accueil

### Critique
Le critique Roger Ebert, du Chicago Sun-Times, a attribué au film quatre étoiles sur quatre en le qualifiant d'« un des meilleurs films policiers des dernières années » et l'a classé quatrième meilleur film sorti en 2012.

### Box-office
Lors de son week-end d'ouverture aux États-Unis, le film a rapporté 13,1 millions de dollars, ce qui lui permet de prendre la première place du box-office. End of Watch est très populaire auprès de la population hispanique, qui compose 32 % de l'audience lors du week-end d'ouverture et un journaliste du Hollywood Reporter a attribué la popularité du film à un fort bouche à oreille. Initialement sorti dans 2 730 salles, End of Watch obtient cinquante salles supplémentaires lors de sa deuxième semaine à l'affiche.

## Distinctions principales
Source et distinctions complètes : Internet Movie Database

### Récompenses
- Internet Film Critic Society 2012 : meilleur film le plus sous-estimé
- Golden Trailer Awards 2013 : meilleur spot TV pour Sound Review

### Nominations
- Critics' Choice Movie Awards 2013 : meilleur acteur dans un film d'action pour Jake Gyllenhaal
- Independent Spirit Awards 2013 : meilleur acteur dans un second rôle pour Michael Peña et meilleure photographie pour Roman Vasyanov
- Golden Trailer Awards 2013 : meilleure bande-annonce d'action pour le Red Band Trailer
- MTV Movie & TV Awards 2013 : meilleur acteur latino pour Michael Peña
- Festival du film de Zurich 2012 : meilleur film international

## Commentaires
Le film rappelle le style de l'émission reality show COPS.
L'expression End of Watch désigne la fin du service des officiers de patrouille. Dans un registre, ils doivent lister  toutes leurs interpellations puis écrivent finalement end of watch (« fin de service ») suivie de l’heure. D'autre part, le terme est également utilisé pour mentionner la mort d’un officier en service.